# Echenais leucophaea
Echenais leucophaea är en fjärilsart som beskrevs av Jacob Hübner 1816. Echenais leucophaea ingår i släktet Echenais och familjen Riodinidae. Inga underarter finns listade i Catalogue of Life.